# Хетагуров, Сергей Валентинович
Сергей Валентинович Хетагуров (род. 19 января 1942, Хабаровск) — советский и российский государственный деятель. Председатель Совета Министров Северо-Осетинской ССР и Председатель Совета Министров Республики Северная Осетия (1988—1994). Депутат Совета Федерации Федерального Собрания Российской Федерации первого созыва от Республики Северная Осетия — Алания.

## Биография
В 1988—1991 гг. — Председатель Совета Министров Северо-Осетинской ССР. В марте 1990 года был избран народным депутатом РФ.
В 1991—1994 гг. — Председатель Совета Министров Республики Северная Осетия. Член Комитета Совета Федерации ФС РФ по вопросам экономической реформы, собственности, имущественным отношениям.
В 1994 году баллотировался на пост Президента Республики Северная Осетия. Выборы проиграл.
В 1994—2000 гг. — заместитель министра РФ по делам гражданской обороны, чрезвычайным ситуациям и ликвидации последствий стихийных бедствий.
С февраля по май 2000 года — исполняющий обязанности руководитель Федеральной миграционной службы РФ.
Депутат Совета Федерации Федерального Собрания Российской Федерации первого созыва от Республики Северная Осетия — Алания с янв. 1994 по янв. 1996, избран 12 дек. 1993 по Северо-Осетинскому двухмандатному избирательному округу № 15.

## Награды
- Именное огнестрельное оружие (ПМ) (24 июня 1998 года) — за вклад в развитие и совершенствование гражданской обороны, проявленное мужество при выполнении миротворческой миссии и добросовестное исполнение служебных обязанностей[3]
- Почётная грамота Президиума Верховного совета Российской Федерации (17 июля 1992 года) — за заслуги в развитии экономики и культуры Северо-Осетинской Советской Социалистической Республики[4]
- Орден Мужества (26 декабря 1994 года) — за успешное выполнение подводно-технических работ на затонувшей в Норвежском море атомной подводной лодке «Комсомолец» и проявленные при этом мужество и отвагу[5]
- Орден Трудового Красного Знамени